# Мечтатели (фильм, 2003)
«Мечтатели» (англ. The Dreamers) — романтическая драма Бернардо Бертолуччи по сценарию Гилберта Адэра, созданному на основе трёх его книг, включая одноимённый роман (в свою очередь, вдохновлённый романом Кокто «Ужасные дети»). В центре сюжета — наполненная кинематографическими аллюзиями история сексуальной революции в отдельно взятой парижской квартире, происходящая на фоне студенческих волнений 1968 года. Главные роли исполнили Майкл Питт, Ева Грин (дебютное появление на киноэкране) и Луи Гаррель.

## Сюжет
Действие фильма происходит накануне и во время майских событий 1968 года в Париже. Юный американец Мэттью приезжает в Париж по программе студенческого обмена, чтобы улучшить своё знание французского. Большую часть свободного времени он проводит в Синематеке, в компании других подростков, страстных любителей кино, наслаждаясь просмотром современных лент и киноклассики.
Однажды он встречает своих ровесников, Изабель и Тео, которые утверждают, что являются близнецами. Новые знакомые приглашают Мэттью на время отсутствия родителей переехать в их квартиру. Постепенно американцу становится ясно, что близость Изабель и Тео балансирует на грани инцеста. Оторванные от мира студенческих волнений, все трое беззаветно отдаются сексуальным и психологическим экспериментам, обсуждают киноискусство.

## В ролях
| Актёр          | Роль        |
| -------------- | ----------- |
| Майкл Питт     | Мэттью      |
| Ева Грин       | Изабель     |
| Луи Гаррель    | Тео         |
| Анна Чанселлор | мать        |
| Робен Ренуччи  | отец        |
| Флориан Кадиу  | Патрик      |
| Инги Филлион   | подруга Тео |

## Факты
- Большинство сцен, затрагивающих сексуальные взаимоотношения между Мэттью и Тео, в фильм не попало. Создатели сочли их чересчур вызывающими. В этом существенное отличие картины Бертолуччи от романа Адэра.
- Сцена, в которой у героини Евы Грин случайно загораются волосы от свечи, не была запланирована, но смотрелась настолько органично, что режиссёр решил оставить её в фильме.
- На роль Мэттью рассматривались кандидатуры Леонардо Ди Каприо и Джейка Джилленхола. Ди Каприо отказался из-за занятости в картине «Авиатор», а Джилленхол — из-за слишком откровенных сцен.
- Премьера картины состоялась 1 сентября 2003 года в рамках Международного кинофестиваля в Венеции. Вольная трактовка молодёжной сексуальной культуры 1960-х стала причиной негодования многих кинокритиков, в особенности в США, где картина получила самый жёсткий прокатный рейтинг — NC-17.

## Киноаллюзии
Художественный мир фильма проникнут синефилией. По ходу фильма герои сознательно воспроизводят сцены из любимых ими фильмов, либо повторяют характерные жесты любимых киногероев. Например, сцена, в которой герои пробегают через Лувр, — повторение пробежки через Лувр в ленте Годара «Посторонние». Сцена, где Изабель и Тео после пробежки в Лувре повторяют фразу: «Мы принимаем его. Он один из нас» воспроизводит сцену из фильма Тода Браунинга «Уродцы». Изабель говорит, что её первыми словами по-английски были New York Herald Tribune — первая фраза американки в дебютном полнометражном фильме знаменитого французского режиссёра Жан-Люка Годара «На последнем дыхании». Попытка самоубийства сопровождается кадрами самоубийства Мушетт из одноимённой ленты Брессона. Другие цитируемые героями фильмы — «Дамы Булонского леса» Брессона, «Кинооператор» Бастера Китона, «Огни большого города» Чарли Чаплина, «Золотой век» Бунюэля, «Лицо со шрамом» Говарда Хоукса, «Бульвар Сансет» Билли Уайлдера, «Белокурая Венера» с Марлен Дитрих, «Королева Кристина» с Гретой Гарбо, «Цилиндр» с Фредом Астером. В кинотеатре герои фильма смотрят культовый фильм Сэмюэла Фуллера «Шоковый коридор».
В квартире главных героев висят постеры к фильмам Ингмара Бергмана («Персона»), Годара («Китаянка») и Антониони («Фотоувеличение»). Вся музыка, звучащая в фильме, взята из других кинолент.

## Критика
На агрегаторе рецензий Rotten Tomatoes рейтинг одобрения составляет 60 % на основе 162 рецензии со средней оценкой 6,2 из 10. Консенсус сайта гласит: «Несмотря на пышную атмосферу, фильм не увлекает и не провоцирует так сильно, как следовало бы».
Энтони Скотт из The New York Times сказал, что фильм был «обезоруживающе милым и совершенно очаровательным», и описал его как «смешение сексуальных открытий с политическими волнениями посредством пьянящего, беззаботного романтизма, который почти скрывает терпеливый, скептический интеллект фильма». Венди Иде из The Times назвала его «пьянящей смесью „Последнего танго“ и „Ускользающей красоты“, но сочетающей в себе лишь грубые вуайеристские элементы каждого фильма, а не их сильные стороны».  Роджер Эберт поставил 4 звезды, свою наивысшую оценку, назвав фильм «пронзительным» и «необычайно красивым».

## Награды
- 2004 — номинация на премию «Давид ди Донателло» за лучший монтаж (Якопо Квадри).
- 2004 — две номинации на премию European Film Awards: лучшая актриса (Ева Грин), лучший режиссёр (Бернардо Бертолуччи).
- 2004 — номинация на премию «Гойя» за лучший европейский фильм (Мигель Контрерас Торрес).
- 2004 — три номинации на премию «Серебряная лента» Итальянского национального синдиката киножурналистов: лучший режиссёр (Бернардо Бертолуччи), лучший монтаж (Якопо Квадри), лучшая операторская работа (Фабио Чьянкетти).

## Саундтрек
1. Third Stone From The Sun — Jimi Hendrix
2. Hey Joe — Michael Pitt & The Twins of Evil
3. Quatre Cents Coups (Score From «Les Quatre Cents Coups») — Jean Constantin
4. New York Herald Tribune (Score from «A Bout de Souffle») — Martial Solal
5. Love Me Please Love Me — Michel Рolnareff
6. La Mer — Charles Trenet
7. Song For Our Ancestors — Steve Miller Band
8. The Spy — The Doors
9. Tous Les Garçons et Les Filles — Françoise Hardy
10. Ferdinand (Score from «Pierrot Le Fou») — Antoine Duhamel
11. Dark Star — The Grateful Dead
12. Je Ne Regrette Rien — Édith Piaf
13. Queen Jane — Bob Dylan
14. I need a man to love — Janis Joplin
15. Ball and chain — Janis Joplin
16. Maggie M’gill — The Doors
17. No strings (I’m fancy free) from Top Hat, Let’s face the music and dance — Irving Berlin
18. C’est irreparable — Nino Ferrer
19. Combination of the two — Sam Andrew
20. El paso del Ebro — Rodolfo Halffter
21. Non, je ne regrette rien — Charles Dumont